# Robin Wright
Robin Virginia Gayle Wright (Dallas, 8 de abril de 1966) é uma atriz e diretora norte-americana.

## Biografia
Começou a trabalhar aos 14 anos como modelo. Entre 1986 e 1988 foi casada com o ator Dane Witherspoon. Também foi casada com o ator Sean Penn, com quem tem uma filha chamada Dylan Frances (nascida em 13 de abril de 1991) e um filho chamado Hopper Jack (nascido em 6 de agosto de 1993). Separaram-se e reconciliaram-se diversas vezes, sendo a última delas em 2010, terminando no divórcio em agosto do mesmo ano. Durante seu casamento com Sean Penn, foi creditada em seus papéis como Robin Wright Penn. Robin é a porta-voz de uma fundação de apoio a vítimas de miastenia grave nos Estados Unidos.

## Filmografia
- 1986 - Hollywood Vice Squad
- 1987 - A Princesa Prometida
- 1990 - Denial
- 1990 - State of Grace
- 1992 - The Playboys
- 1992 - Toys
- 1994 - Forrest Gump
- 1995 - The Crossing Guard
- 1996 - Moll Flanders
- 1997 - Loved
- 1997 - She's So Lovely
- 1998 - Hurlyburly
- 1999 - Message in a Bottle
- 2000 - How to Kill Your Neighbor's Dog
- 2000 - Unbreakable
- 2001 -  The Pledge
- 2001 - The Last Castle
- 2002 - Searching for Debra Winger - (documentário)
- 2002 - White Oleander
- 2003 - The Singing Detective
- 2003 - Virgin
- 2004 - A Home at the End of the World
- 2005 - Nine Lives
- 2005 - Sorry, Haters
- 2006 - Breaking and Entering
- 2007 - Hounddog
- 2007 - Beowulf - (voz)
- 2008 - What Just Happened?
- 2009 - New York, I Love You
- 2009 - Os Fantasmas de Scrooge
- 2010 - The Conspirator
- 2012 - The Girl with the Dragon Tattoo
- 2013 - The Congress
- 2013 - Adore
- 2013 - House of Cards
- 2017 - Mulher Maravilha - General Antíope
- 2017 - Liga da Justiça - General Antíope
- 2017 - Blade Runner 2049 - Tenente Joshi
- 2020 - Mulher Maravilha 1984 - General Antíope
- 2021 - Liga da Justiça de Zack Snyder - General Antíope